# Susan Yeagley
Susan Yeagley (Nashville, 27 febbraio 1972) è un'attrice statunitense.

## Biografia
Ha sposato l'attore Kevin Nealon il 3 settembre 2005 a Bellagio. Da lui ha avuto un figlio, Gable Ness Nealon, nato il 29 gennaio 2007 a Santa Monica, in California. È nota per la parte della prostituta Pillow nella serie web "Dame Delilah".

## Filmografia

### Cinema
- Quasi famosi (Almost Famous), regia di Cameron Crowe (2000)
- Le ragazze del Coyote Ugly (Coyote Ugly), regia di David McNally (2000)
- Prima ti sposo poi ti rovino (Intolerable Cruelty), regia di Joel Coen (2003)
- Insieme per forza (Blended), regia di Frank Coraci (2014)

### Televisione
- Malcolm - serie TV, episodio 2x10 (2001)
- The District - serie TV, episodio 2x03 (2001)
- Tutti amano Raymond (Everybody Loves Raymond) - serie TV, episodio 7x01 (2002)
- E.R. - Medici in prima linea (E.R.) - serie TV, episodio 9x04 (2002)
- Reno 911! - serie TV, 2 episodi (2003)
- Sabrina, vita da strega (Sabrina, the Teenage Witch) - serie TV, episodio 7x19 (2003)
- Curb Your Enthusiasm - serie TV, episodio 5x10 (2005)
- Parks and Recreation - serie TV, 9 episodi (2009-2015)
- Le regole dell'amore (Rules of Engagement) - serie TV, 5 episodi (2009-2012)
- Til'Death - serie TV, 9 episodi (2009-2010)
- Big Time Rush - serie TV, episodio 3x04 (2012)
- Single Parents - serie TV, episodio 1x22 (2019)

## Doppiatrici italiane
Nelle versioni in italiano delle opere in cui ha recitato, Susan Yeagley è stata doppiata da:
- Cristina Poccardi[2] in Parks and Recreation
- Alessandra Korompay in Single Parents